# ماچولیشچی
ماچولیشچی (به لاتین: Machulishchy) یک منطقهٔ مسکونی در بلاروس است که در منطقه مینسک واقع شده‌است. ماچولیشچی ۷٬۳۰۰ نفر جمعیت دارد و ۲۲۸ متر بالاتر از سطح دریا واقع شده‌است.